# Speyeria arge
Speyeria arge är en fjärilsart som beskrevs av John Kern Strecker 1878. Speyeria arge ingår i släktet Speyeria och familjen praktfjärilar. Inga underarter finns listade i Catalogue of Life.